# I Ragazzi Della Via Gluck
I Ragazzi Della Via Gluck — музыкальная группа сопровождения записей и концертных выступлений итальянского певца и киноактера Адриано Челентано с 1966 по 1978 годы.

## История
Группа была сформирована в Милане в 1965 году под названием «Epoca 70», он начинал с выступлений в различных заведениях, в том числе в знаменитом клубе «Санта-Текла», где он познакомился с Мики Дель Прете, который предложил им контракт с лейблом Адриано Челентано «Clan Celentano» и изменить название на «I Ragazzi Della Via Gluck».

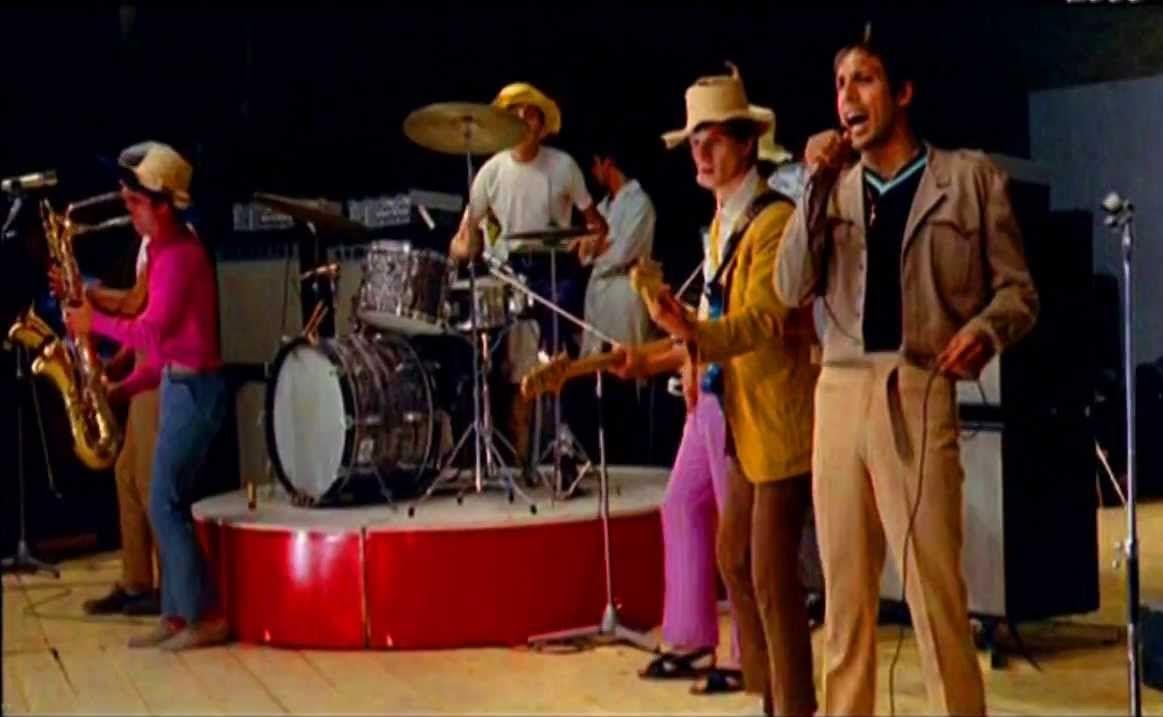
«Кантаджиро» Челентано и I Ragazzi Della Via Gluck, 1967

В 1967 году группа сопровождала выступление Челентано на песенном конкурсе «Кантаджиро», на котором они были одеты как крестьяне из песни «Il contadino», которая была кавер-версией композиции «Hold On! I’m a Comin'» американского дуэта «Sam & Dave».
Кроме этого, группа принимала участие на фестивале «Сан-Ремо» в 1970 году с песней «Ahi! Che male che mi fai» (была выполнена в паре с Паоло Менголи), не попав в финал, а также на «Кантаджиро» того же года с песней «Volo AZ/018». Затем они принимали участие в телерадиовыступлении «Un disco per l’estate» 1971 года с песней «Messaggio da Woodstock» не пройдя этапа отбора.

## Участники

### Первоначальный состав
- Миммо Сечча (соло-вокал, гитара; ранее входил в состав группы «I Trappers»)
- Джорджо Мандзоли (тенор-саксофон; брат Джерри, участника группы «I Camaleonti»)
- Августо Ло Бассо (тенор-саксофон и баритон-саксофон)
- Уччо Армана (клавишные)
- Донато Дардс, известный как «Билли» (гитара)
- Сауро Профети (бас, вокал)
- Джанфранко Лонго (ударные, бывший барабанщик группы «I Trappers»)

### Участники, которые присоединились в 1968 году
- Джанни Поджо (ударные, ранее входил в состав группы «I Samurai»)
- Пинуччо Пираццоли (гитара)

## Дискография

### Синглы
- 1967: Il contadino/Rock! Padre del beat (Clan Celentano, ACC 24053)
- 1968: La voce/Ragazze in fiore (Clan Celentano, ACC 24064)
- 1969: Vola vola vola/Sei la mia donna (Clan Celentano, BF 69003)
- 1969: L’amore è blu… ma ci sei tu/I tuoi occhi camminano in me (Clan Celentano, BF 69031)
- 1970: L’amore è blu… ma ci sei tu/Sei la mia donna (Clan Celentano, BF 69038)
- 1970: AZ/ 018/Astri chiari (Clan Celentano BF 69050)
- 1971: Messaggio da Woodstock/Fumo bianco (Ariola 14.973-A — зроблено в Іспанії)
- 1978: Caffè Adriano/il contadino (Durium, Ld Al 8022)